# Václav Pilař
Václav Pilař (ur. 13 października 1988 w Chlumcu nad Cidlinou) – czeski piłkarz występujący na pozycji pomocnika w klubie Slovan Liberec, do którego jest wypożyczony z Viktorii Pilzno. Wcześniej występował także w barwach Hradec Králové, Viktorii, Freiburga oraz VfL Wolfsburg. Jest reprezentantem Czech. Znalazł się w kadrze na Mistrzostwa Europy 2012.

## Gole w reprezentacji
| Lp. | Data              | Miejsce                               | Przeciwnik | Gol na | Wynik | Rozgrywki                                       |
| --- | ----------------- | ------------------------------------- | ---------- | ------ | ----- | ----------------------------------------------- |
| 1.  | 11 listopada 2011 | Generali Arena, Praga                 | Czarnogóra | 1–0    | 2–0   | Baraże do Mistrzostw Europy w Piłce Nożnej 2012 |
| 2.  | 8 czerwca 2012    | Stadion Miejski we Wrocławiu, Wrocław | Rosja      | 1-2    | 1-4   | Mistrzostwa Europy w Piłce Nożnej 2012          |
| 3.  | 12 czerwca 2012   | Stadion Miejski we Wrocławiu, Wrocław | Grecja     | 2-0    | 2-1   | Mistrzostwa Europy w Piłce Nożnej 2012          |
| 4.  | 9 września 2014   | Generali Arena, Praga                 | Holandia   | 2-1    | 2-1   | Eliminacje do Mistrzostw Europy 2016            |
| 5.  | 28 marca 2015     | Eden Arena, Praga                     | Łotwa      | 1-1    | 1-1   | Eliminacje do Mistrzostw Europy 2016            |